# Janet Williams
Janet Williams ist eine US-amerikanische Opernsängerin (Sopran).

## Leben
Sie erhielt die Bachelor of Music Degrees in Gesang und Schulmusik der Michigan State University in East Lansing.  Danach studierte sie Gesang bei  Camilla Williams und absolvierte ihren Master of Music Degree an der Indiana University Bloomington. Ihre Gesangstätigkeit begann an der San Francisco Opera, wo sie von 1987 bis 1991 Mitglied des Merola Opera- und des Adler Fellowship Programms war.  Sie erhielt den ersten Merola Advanced Training Award und ein Stipendium für Gesangsunterricht bei Regine Crespin in Paris, Frankreich.
Seit den 1990er Jahren arbeitete Janet Williams auf internationalen Opern- und Konzertbühnen mit Dirigenten wie Daniel Barenboim, Colin Davis, Péter Eötvös, Philippe Herreweghe, René Jacobs, Marek Janowski, Neeme Järvi, Fabio Luisi, Neville Marriner, Nicholas McGegan, Zubin Mehta, Kent Nagano, Donald Runnicles, Michael Tilson Thomas, Sebastian Weigle, Simone Young und Lothar Zagrosek.  Von 1992 bis 1997 war sie Ensemblemitglied der Deutschen Staatsoper Berlin. Sie gastierte nebenher u. a. an der Metropolitan Opera New York, der San Francisco Opera, der Washington Opera, in Paris an der Opéra Bastille, Opéra Garnier und dem Théatre de Champs-Elysées, der Opéra de Lyon, Opéra de Nice, Grand Théatre de Genève, darüber hinaus in Frankfurt, Köln, Leipzig, Mannheim, Amsterdam, Antwerpen und Brüssel in  Hauptrollen des Lyrischen Koloraturfachs von Komponisten des Barocks bis zur Moderne.  Als Konzert- und Oratoriensängerin wirkte sie u. a. mit Orchestern in Berlin, Frankfurt, Köln, Leipzig, Dresden, München, Chicago, New York, Los Angeles, San Francisco, Tokio, Tel Aviv, Rom, Palermo, Monte Carlo, Liverpool und Santiago de Compostello.  Sie trat  im Mostly Mozart Festival New York, bei den Berliner Festtagen, den Händel-Festspielen Halle, dem Spoleto Festival Italien, den  Festwochen der alten Musik Innsbruck und in Montreux; Schwetzingen; Avignon; Wexford, Irland und Santa Fe, New Mexico auf. Sie gab Liederabende in Berlin, Paris, Tokio, Ísafjörður (Island), New York, San Francisco, Detroit, Washington D.C. und im kalifornischen Carmel. Williams lebt seit 1992 in Berlin.
Die CD bei Harmonia Mundi France von Grauns Cleopatra e Cesare, in der Janet Williams die Titelpartie sang, erhielt den Grand Prix du Disque. Weitere CDs sind  Händels Messiah (Harmonia Mundi) mit Nicholas McGegan und dem Philharmonia Baroque Orchestra, Brahms’ Ein deutsches Requiem (Erato) mit Daniel Barenboim und der Chicago Symphony Orchestra, und Cimarosas Il Matrimonio Segreto (Arts) mit Gabrielle Bellini.  Darüber hinaus hatte sie Fernsehauftritte  u. a. The Kennedy Center Honors für CBS, San Francisco Opera Gala für PBS Great Performances Series, bei dem mit  dem Oscar ausgezeichneten Dokumentarfilm Im Schatten der Stars (In the Shadow of the Stars, 1991) als Musetta in La Bohème und dem Dokumentarfilm L’opera Seria für Arte. Weiterhin machte sie Aufnahmen für Rundfunkanstalten in Berlin, Frankfurt, Köln, Leipzig und München.
Ab 2009 unterrichtete Janet Williams an der Hochschule für Musik und Theater in Rostock und arbeitet als Dozentin an der Lotte Lehmann Sommer Akademie in Perleberg. Daneben gibt sie Meisterkurse an verschiedene Universitäten und Musikschulen sowie für Young Artist Programme z. B. in London, Paris, Island, und den USA. 2006 schrieb sie das Buch Nail Your Next Audition, the Ultimate 30–Day Countdown for Singers. Das Buch ist 2007 auf Deutsch unter dem Titel Erfolgreich Vorsingen! Der 30-Tage Countdown zum Abheben erschienen.

## Werke
- Erfolgreich vorsingen!: Der 30-Tage Countdown zum Abheben, Performance Enhancement By Design, 2008, ISBN 0-9787521-1-2